# Сражение у Борнхольма
Сражение у Борнхольма (швед. Sjöslaget vid Bornholm) — сражение объединенного датско-любекского флота против шведского флота 7 июля 1565 года во время Северной семилетней войны (1563–1570). Кровавая битва завершилась победой шведов, обеспечившей им преимущество на море до конца года, но эта победа была оплачена очень тяжелыми потерями.
В июньском сражении у Фемарна датско-любекский флот понес значительные потери. В результате полученных ранений скончался Герлуф Тролле. Новым командующим стал Отте Руд, который мобилизовал имеющиеся ресурсы для оснащения флота и принятия мер против шведов, действовавших в датских водах. Шведский командующий адмирал Клас Хорн пополнил свой флот кораблями из Финляндии и двинулся на север от Рюгена. Тем временем флот союзников отплыл из Копенгагена. 7 июля обе эскадрильи встретились возле Борнхольма.
Шведский флот был сильнее и насчитывал 46 или 49 единиц. Несмотря на это, союзники, 37 кораблей, плывя с подветренной стороны, нанесли удар первыми и около полудня начали боевые действия. Оба флота сражались «скопом» и после обмена артиллерийскими залпами пошли на абордаж. Командующие потеряли реальный контроль над своими флотами, и корабли сражались один против одного.
В результате шведский адмиральский корабль и корабль вице-адмирала получили серьезные повреждения (вице-адмирал Свен Стурре погиб), а также потеряли три других судна. Союзники потеряли два корабля потопленными, в том числе корабль вице-адмирала и взятый в плен флагманский корабль. 
Битва при Борнхольме была одной из самых кровопролитных в свою эпоху. Потери составили 1100 человек на борту датского флагмана «Ягерместерена» и не менее 1000 человек на двух других кораблях. Шведы также потеряли не менее 362 матросов погибшими и 523 ранеными.
Датский вице-адмирал собрал оставшиеся корабли и отплыл в Копенгаген. Шведы, также понесшие большие потери, вернулись на свою базу. В стратегическом отношении их победа не была решающей: они сохраняли превосходство на море до конца года что благоприятствовало действиям их сухопутных войск в Скании, но они не уничтожили основные силы противника и обе стороны были способен продолжать борьбу на море.